# Christian Kamara-Taylor
Christian Alusine Kamara-Taylor, meist nur C. A. genannt (* 3. Juni 1917 in Kafanta; † 15. August 1985 in Freetown), war ein sierra-leonischer Politiker des All People’s Congress (APC). Er war unter Siaka Stevens von 1978 bis 1984 (oder 1985) 2. Vizepräsident seines Heimatlandes. 
Kamara-Taylor gilt neben Stevens und Sorie Ibrahim Koroma als Gründer der APC.
1971 wurde Kamara-Taylor Finanzminister und ab 1975 Innenminister sowie vom 8. Juli 1975 bis zum 15. Juni 1978 zudem Premierminister.
Er war Limba.